# Wadi Allaqi
Wadi Allaqi (Arabisch: وادي العلاقي, ook getranscribeerd als Wadi Allaqui of Wadi Alalaqi) is een wadi (droge rivier) in het zuiden van Egypte. Ze begint in Soedan ten zuiden van de Hala'ib-driehoek en de monding is ten zuiden van Aswan aan de oostelijke oever van het Nassermeer.
Wadi Allaqi is de belangrijkste droge rivier in het zuidoostelijke deel van de Oostelijke Woestijn van Egypte, met een lengte van 250 km  en een stroomgebied van de heuvels bij de Rode Zee naar de vallei van de Nijl. De wadi wordt door de nomadische Bedzjas van de Ababda- en Bisharyn-stammen gebruikt om vee te laten grazen, voor de productie van houtskool als brandstof, om geneeskrachtige planten te verzamelen, voor de winning van koper en nikkel en voor de landbouw op kleine schaal. Sinds 1989 is het gebied een natuurreservaat dat wordt beheerd door de Egyptian Environmental Affairs Agency. Het werd in 1993 door UNESCO uitgeroepen tot biosfeerreservaat.
Wadi Allaqi is beroemd om zijn goudvoorraden en rotstekeningen. Een opmerkelijke site met rotstekeningen is te vinden bij Umm Ashira. In Quban, vlak bij de oorspronkelijke monding, werd een fort van het Egyptische Middenrijk gebouwd, en een ander fort in Ikkur. Een stele toegeschreven aan Ramses II, ontdekt in de buurt van Quban, verwijst naar de zoektocht en ontdekking van een waterbron voor de goudarbeiders. De betreffende put bevindt zich 60 km in Wadi Allaqi, nabij Umm Ashira, en voorbij het nu door het Nassermeer overstroomde deel van de wadi. Goudafzettingen en mijnbouw zijn van belang in de bovenste delen van Wadi Allaqi, met name in Hairiri, Heimur, Umm Garaiyat, Marahig, Seiga, Shoshoba en Abu Fas. De goudwinning zette zich voort tot in de vroege Arabische periode, vooral onder de heerschappij van Ahmad ibn Tulun. Opvallend zijn twee forten die in deze periode bij Derahib werden gebouwd.